# Noé Pamarot
Noé Pamarot (Fontenay-sous-Bois, 14 aprile 1979) è un ex calciatore francese, di ruolo difensore.

## Carriera
Pamarot milita nel Martigues nelle stagioni 97-98 e 98-99. Nella stagione successiva giunge al Portsmouth, dove gioca appena due partite, e un anno dopo torna in patria, al OGC Nizza, dove resterà fino all'agosto 2005. Qui collezionerà 100 presenze e sei gol. Nell'agosto riapproda in Inghilterra, al Tottenham, giocando 25 partite e segnando 2 gol. Nel gennaio 2006 torna al Portsmouth, con cui vince la FA Cup nel 2008, e vi resta fino all'estate 2009.
Passa quindi all'Hércules di Alicante, squadra spagnola nella quale dal 2010 militano anche l'ex bomber juventino, David Trezeguet ed il giovane ex Real Madrid, Royston Drenthe. Nel 2011 passa al neopromosso Granada.
Nel gennaio del 2013, dopo aver rescisso il suo contratto con il Granada - squadra con cui colleziona solamente due presenze a causa del suo basso stato di forma - firma con l'Hércules di Alicante, scendendo in Segunda Division, conquistando la salvezza e rinnovando il suo contratto.